# Vojo Ubiparip
Vojislav Ubiparip, detto Vojo (in serbo Војислав "Војо" Убипарип?; Novi Sad, 10 maggio 1988), è un calciatore serbo, attaccante dello Spartak Subotica.

## Carriera

### Club
Dopo aver militato per alcuni club minori serbi, nel 2011 è approdato al Lech Poznań.

## Palmarès

### Club

#### Competizioni nazionali
- Campionato polacco: 1

Lech Poznań: 2014-2015
- Supercoppa di Polonia: 1

Lech Poznań: 2015
- Coppa di Bosnia: 1

Željezničar: 2017-2018